# Alexandre Bilodeau
Alexandre Bilodeau (Montreal, 8 september 1987) is een Canadese freestyleskiër. Hij won tijdens de Olympische Spelen van 2010 in Vancouver de gouden medaille op de discipline moguls; tijdens de Olympische Spelen van 2014 in Sotsji prolongeerde hij deze titel.

## Carrière
Bilodeau nam in 2006 al deel aan de Olympische Spelen in de Italiaanse stad Turijn. Bij het onderdeel moguls bereikte hij de elfde plaats. Datzelfde jaar won hij nog een World Cup-wedstrijd, waardoor hij de jongste winnaar ooit werd van een World Cup Moguls wedstrijd. Tevens eindigde hij tweede in het World Cup-klassement. In 2009 werd Bilodeau wereldkampioen in de discipline Dual moguls.
Tijdens de Olympische Spelen van 2010, waarvoor Bilodeau geselecteerd was door de Canadese Olympische bond, behaalde hij op het onderdeel moguls de gouden medaille. In de kwalificatie had hij de tweede score neergezet. In de finale-afdaling maakte Bilodeau back double full en een back iron cross-sprong. Dit in combinatie met de tweede tijd, bezorgde hem een score van 26,75 punten en de eerste plaats in het eindklassement. Door de winst was Bilodeau de eerste Canadees die een gouden Olympische medaille won bij een Olympische Spelen georganiseerd in Canada. Dit was namelijk niet gebeurd tijdens de Olympische Spelen van 1976 in Montreal en van 1988 in Calgary.
Op de Olympische Winterspelen 2014 in Sotsji veroverde Bilodeau wederom goud bij de moguls.

## Resultaten

### Olympische Spelen
| Jaar | Plaats    | Resultaten |
| ---- | --------- | ---------- |
| 2006 | Turijn    | 11e Moguls |
| 2010 | Vancouver | Moguls     |
| 2014 | Sotsji    | Moguls     |

### Wereldkampioenschappen
| Jaar | Plaats               | Resultaten                |
| ---- | -------------------- | ------------------------- |
| 2007 | Madonna di Campiglio | 5e Moguls 14e Dual Moguls |
| 2009 | Inawashiro           | 8e Moguls · Dual Moguls   |
| 2011 | Deer Valley          | Moguls · Dual Moguls      |
| 2013 | Voss                 | Moguls · Dual Moguls      |

### Wereldbeker
Eindklasseringen
| Seizoen   | Algm   | MO     |
| --------- | ------ | ------ |
| 2005/2006 | 6e     | Zilver |
| 2006/2007 | 7e     | Brons  |
| 2007/2008 | 12e    | 4e     |
| 2008/2009 | Goud   | Goud   |
| 2009/2010 | 12e    | 4e     |
| 2010/2011 | Brons  | Zilver |
| 2011/2012 | 71e    | 17e    |
| 2012/2013 | Zilver | Zilver |
| 2013/2014 | Zilver | Zilver |

Wereldbekerzeges
| Datum            | Plaats           | Onderdeel   |
| ---------------- | ---------------- | ----------- |
| 7 januari 2006   | Mont Gabriël     | Moguls      |
| 4 februari 2006  | Mariánské Lázně  | Moguls      |
| 7 februari 2009  | Cypress Mountain | Moguls      |
| 13 februari 2009 | Åre              | Moguls      |
| 14 februari 2009 | Åre              | Dual Moguls |
| 20 februari 2009 | Voss             | Moguls      |
| 18 maart 2009    | La Plagne        | Moguls      |
| 15 januari 2011  | Mont Gabriël     | Dual Moguls |
| 26 februari 2011 | Mariánské Lázně  | Dual Moguls |
| 11 maart 2011    | Åre              | Moguls      |
| 12 maart 2011    | Åre              | Dual Moguls |
| 2 februari 2013  | Deer Valley      | Dual Moguls |
| 15 maart 2013    | Åre              | Moguls      |
| 16 maart 2013    | Åre              | Dual Moguls |
| 22 maart 2013    | Sierra Nevada    | Dual Moguls |
| 11 januari 2014  | Deer Valley      | Moguls      |
| 15 januari 2014  | Lake Placid      | Moguls      |
| 19 januari 2014  | Val Saint-Come   | Moguls      |
| 21 maart 2014    | La Plagne        | Moguls      |